# Zephyrhills North
Zephyrhills North ist  ein census-designated place (CDP) im Pasco County im US-Bundesstaat Florida. Das U.S. Census Bureau hat bei der Volkszählung 2020 eine Einwohnerzahl von 2.663 ermittelt. 

## Geographie
Zephyrhills North grenzt im Süden direkt an Zephyrhills und liegt rund 10 km südlich von Dade City sowie etwa 35 km nordöstlich von Tampa.

## Demographische Daten
Laut der Volkszählung 2010 verteilten sich die damaligen 2600 Einwohner auf 1895 Haushalte. Die Bevölkerungsdichte lag bei 928,6 Einw./km². 94,0 % der Bevölkerung bezeichneten sich als Weiße, 1,2 % als Afroamerikaner, 0,3 % als Indianer und 1,3 % als Asian Americans. 1,9 % gaben die Angehörigkeit zu einer anderen Ethnie und 1,3 % zu mehreren Ethnien an. 5,6 % der Bevölkerung bestand aus Hispanics oder Latinos.
Im Jahr 2010 lebten in 11,7 % aller Haushalte Kinder unter 18 Jahren sowie 62,4 % aller Haushalte Personen mit mindestens 65 Jahren. 57,2 % der Haushalte waren Familienhaushalte (bestehend aus verheirateten Paaren mit oder ohne Nachkommen bzw. einem Elternteil mit Nachkomme). Die durchschnittliche Größe eines Haushalts lag bei 1,93 Personen und die durchschnittliche Familiengröße bei 2,45 Personen.
12,1 % der Bevölkerung waren jünger als 20 Jahre, 12,8 % waren 20 bis 39 Jahre alt, 18,5 % waren 40 bis 59 Jahre alt und 56,7 % waren mindestens 60 Jahre alt. Das mittlere Alter betrug 64 Jahre. 46,5 % der Bevölkerung waren männlich und 53,5 % weiblich.
Das durchschnittliche Jahreseinkommen lag bei 31.404 $, dabei lebten 13,1 % der Bevölkerung unter der Armutsgrenze.
Im Jahr 2000 war Englisch die Muttersprache von 97,22 % der Bevölkerung, französisch sprachen 1,74 % und 1,04 % sprachen spanisch.